# Wyżyna Lessowa

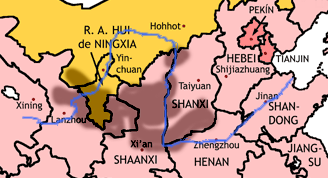
Mapa Wyżyny Lessowej

Wyżyna Lessowa (chiń. 黄土高原, pinyin Huángtǔ Gāoyuán) – wyżyna we wschodnich Chinach, w środkowym biegu rzeki Huang He, w zakolu której przechodzi w pustynną wyżynę Ordos. 
Obejmuje on prawie całe prowincje Shaanxi i Shanxi i rozciąga się na części Gansu, Ningxia i Mongolii Wewnętrznej. To największy na świecie obszar akumulacji lessu (ok. 430 tys. km²). Średnie wysokości między 1000 m n.p.m. a 2500 m n.p.m.

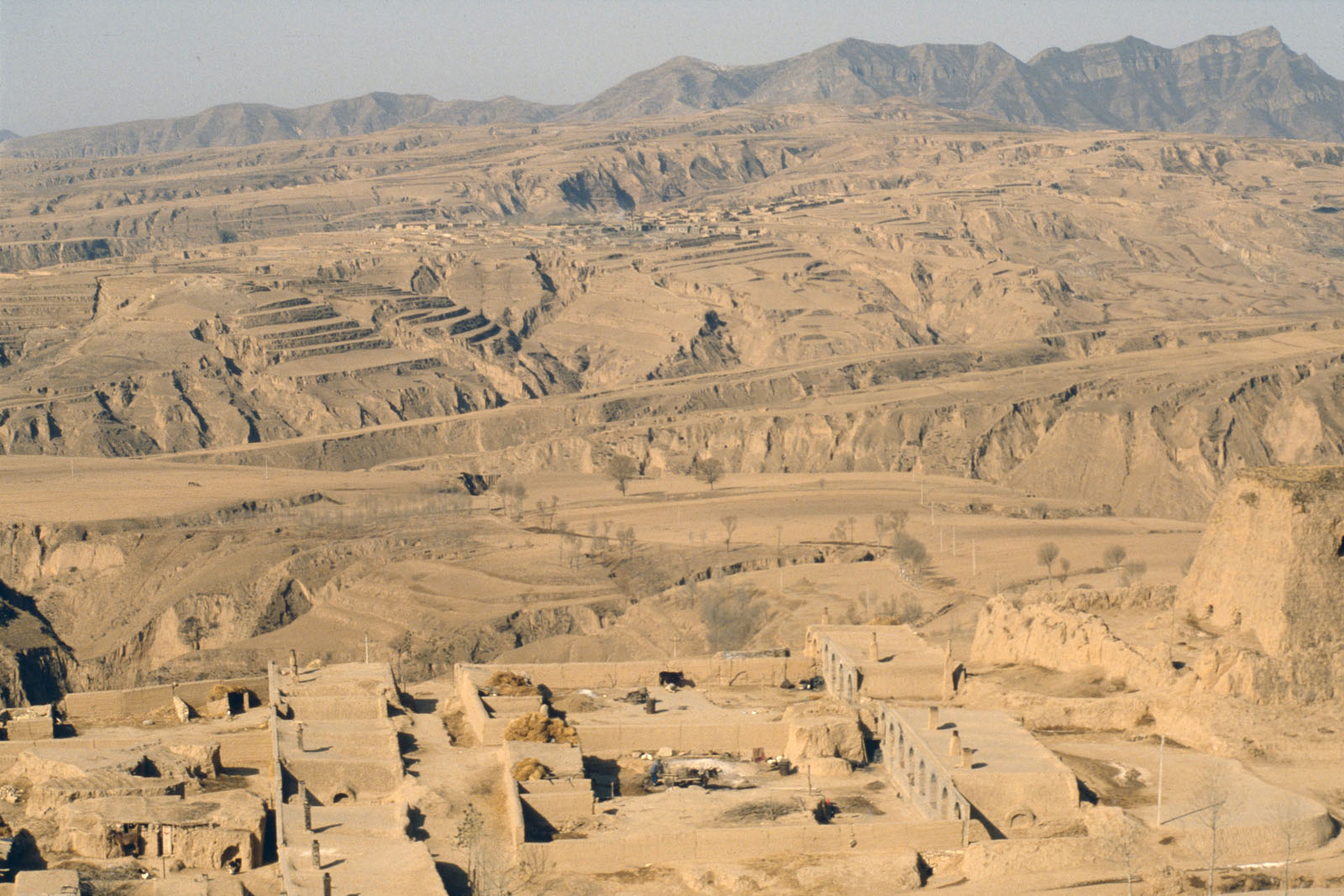
Wyżyna Lessowa w okolicach Datong w prowincji Shanxi

Wyżynę pokrywa gruba, sięgająca 300 m pokrywa lessu nawianego w plejstocenie z pustyni wewnętrznych Azji Środkowej, w tym z Pustyni Gobi. Rozcięta jest głębokimi wąwozami rzeki Huang He i jej dopływów. Wznoszące się ponad pokrywę lessową stare pasma górskie przekraczają miejscami wysokość 3000 m. Dominują gleby brunatne i kasztanowe, rozwinięte na lessach. Na wyżynie uprawia się pszenicę, proso, bawełnę i kukurydzę. Jest to także obszar bogaty w surowce mineralne, przede wszystkim węgiel kamienny (Zagłębie Datong), rudy miedzi i ropę naftową.
Na Wyżynie Lessowej las zachował się tylko sporadycznie – bądź w dolinach rzek, bądź rezerwatach. Wyniszczenie lasów przyczyniło się do znacznego przyspieszenia erozji gleb i zwiększyło niebezpieczeństwo powodzi.
Dla Wyżyny Lessowej charakterystyczne są unikalne jaskinie mieszkalne, wydrążone w zboczach głębokich jarów i wąwozów lessowych. Największe miasta na wyżynie to: Taiyuan, Datong i Pingliang.